# داريل غروس
داريل غروس (بالإنجليزية: Daryl Gross)‏ هو لاعب كرة قدم أمريكية أمريكي، ولد في 20 يونيو 1961.